# Шварц, Эдуард
Эдуард Шварц (нем. Eduard Schwartz (22 августа 1858, Киль, Шлезвиг-Гольштейн (ныне Германия) — 13 февраля 1940, Мюнхен, Германия) — немецкий лингвист, историк.

## Биография
Родился в Киль, учился в Германа Зауппе в Геттингенском университете, Германа Узенера и Франца Бюхлера в Боннском университете, Теодора Моммзена в Гумбольдтском университете Берлина и Ульриха фон Виламовиц-Мёллендорфа в Грайфсвальдском университете. В 1880 году он получил докторскую степень в Боннском университете.
В 1884 году стал преподавателем в Бонне, а затем был назначен профессором классической филологии в Ростокского университета (1887 год). Впоследствии стал профессором в университетах Гисена (1893), Страсбурга (1897), Геттингена (1902) и Фрайбурга (1909). В 1914 году вернулся в Страсбург, где он работал в должности ректор университета в 1915/16 годах. В 1919 году заменил Отто Крузиуса в Мюнхенском университете, где и работал до самой смерти.
Был членом академий в Берлине, Гейдельберге, Мюнхене, Вены, Страсбург, Санкт-Петербурга, Копенгагена, Будапешта и Стокгольма, что стало подтверждением его репутации в научных кругах. В 1919 году по случаю своего 400-летия Страсбургский университет назначил его своим почетным членом. С 1919 года был действительным членом Баварской академии наук, а с 1927 по 1930 годы занимал должность её Президента. В 1928 году стал публичным сторонником Народного движения Германии, а также активным участником антисемитской борьбы на Конференции немецкой культуры. В 1936 году был вновь избран членом Баварской академии наук, но министр образования Рейха Бернхард Руст назначил на эту должность нациста Карла-Александра фон Мюллера.
Опубликовал множество статей и научных трудов в области греческой и римской истории, в том числе и по заговору Катилины. Его крупнейшим вкладом стало изданием актов Вселенских соборов (ACO), начиная с Эфеса (431). Исторические труды Шварца (с некоторыми уточнениями и дополнениями) имеют научную ценность и сейчас.
Умер в Мюнхене в 1940 году.